# Луїджі Кадорна
Луїджі Кадорна (італ. Luigi Cadorna, 4 вересня 1850, Вербанія, П'ємонт, Сардинське королівство — 23 грудня 1928, Бордігера, Лігурія, Королівство Італія) — італійський генерал та маршал Італії (1924), граф. Був начальником штабу Італійської армії під час Першої світової війни.

## Біографія

### Ранні роки
Луїджі народився у сім'ї генерала Раффаеле Кадорни у місті Вербанія регіону П'ємонт. У 1860 році Ліїджі став студентом Міланського військового училища «Теліє» (італ. Teuliè). У 15 років вступив до Туринської військової академії.

### Військова служба
По закінченню навчання у 1868 році був призначений на посаду другого лейтенанта артилерії. У 1870 році, будучи офіцером 2-го артилерійського полку, Кадорна брав участь в окупації Риму в складі сил, якими командував його батько. Будучи майором, він був призначений до штабу генерала Піанелла, після чого обійняв посаду начальника штабу дивізійного командування Верони. Пізніше, як полковник, командуючи 10-м Берсальєрійським полком з 1892 року, Кадорна здобув репутацію за сувору дисципліну і жорсткі покарання. В 1898 році Кадорна отримав звання генерал-лейтенанта, і згодом обійняв низку вищих штабних і дивізійних / командних посад. Напередодні вступу Італії у Першу світову війну (1915 р.), був близьким до пенсійного віку мирного часу, і мав історію розбіжностей зі своїми політичними та військовими начальниками.

### Перша світова війна
У 1914 році був призначений начальником Генштабу. Після вступу Італії у Першу світову війну — фактично головнокомандувач італійської армії. Кадорна очолював італійську армію в наступ біля річки Ізонцо у 1915–1917 роках. Після розгрому італійських військ при Капоретто 1917 року, Кадорна був знятий з посади.
7 лютого 1917 російський імператор Микола II нагородив його орденом св. Георгія 4-го ступеня.

### Післявоєнні роки
У відставці написав кілька праць про участь Італії у Першій світовій війні, у тому числі посібник з піхотної тактики.
Помер у Бордігері наприкінці 1928 року.

## Нагороди

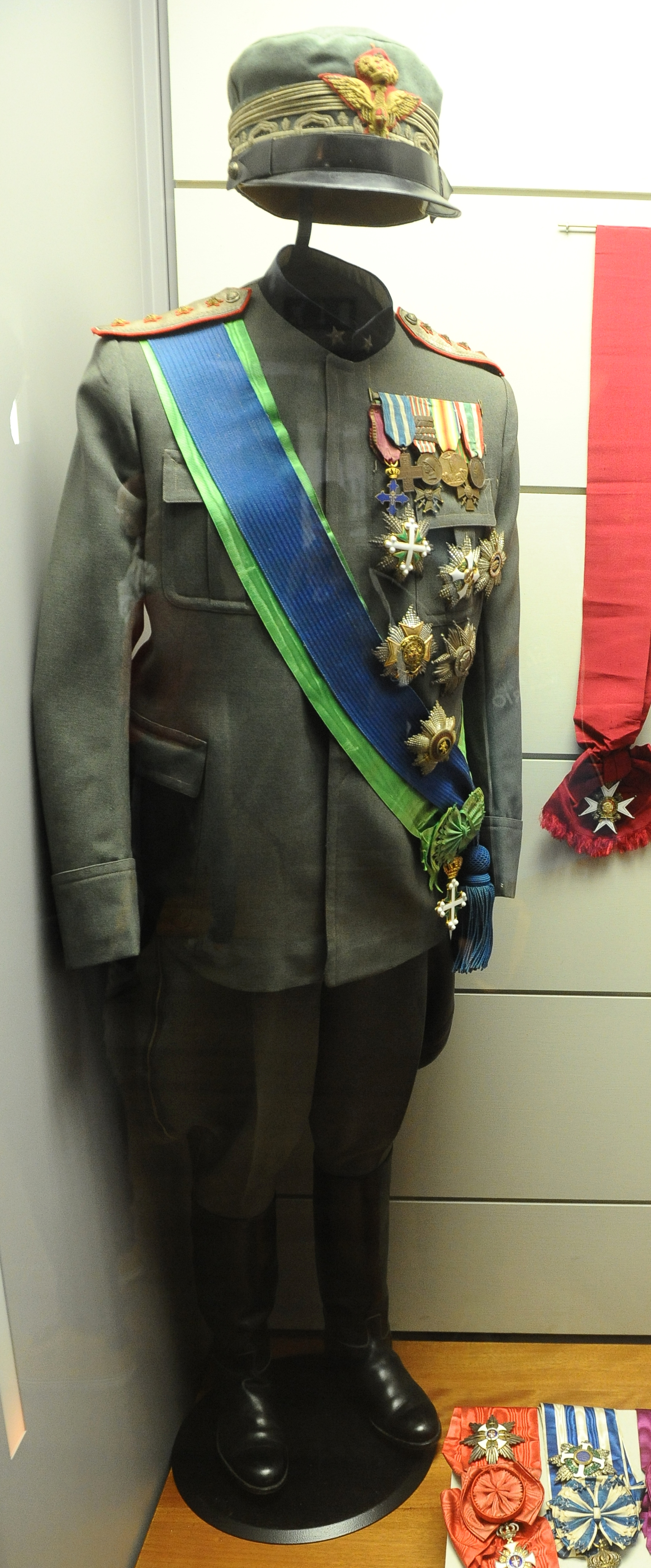
Форма і нагороди Кадорна у Музеї італійської військової історії в Роверето.

### Королівство Італія
- Орден Корони Італії, великий хрест (29 грудня 1910)
- Орден Святих Маврикія та Лазаря, великий хрест (30 червня 1915)
- Савойський військовий орден, великий хрест (28 грудня 1916)
- Маврикіанська медаль
- Пам'ятна медаль Італо-австрійської війни 1915—1918 з чотирма зірками
- Медаль Перемоги
- Пам'ятна медаль об'єднання Італії

### Бельгія
- Орден Леопольда I, велика стрічка
- Воєнний хрест

### Франція
- Орден Почесного легіону, великий хрест
- Воєнний хрест

### Інші країни
- Орден Святого Георгія 4-го ступеня (Російська імперія; 7 лютого 1917)
- Орден Зірки Карагеоргія, великий хрест з мечами (Королівство Сербія)
- Орден Святого Марина, великий хрест (Сан-Марино)
- Орден Червоного орла, великий хрест (Королівство Пруссія)
- Орден князя Данила I 1-го ступеня (Князівство Чорногорія)
- Орден Лазні, великий хрест (Британська імперія)
- Орден Михая Хороброго 1-го класу (Румунське королівство)